# Witte tandzwam
De witte tandzwam (Schizopora paradoxa) is een schimmel uit de familie Schizoporaceae. De soort is een saprofyt en groeit voornamelijk op dood loofhout (stammen en stronken van eik, berk, els en beuk), maar soms ook op naaldhout en strooisel. Hij komt algemeen voor in Nederland en België en kan het hele jaar door worden waargenomen.

## Kenmerken

### Uiterlijke kenmerken
De witte tandzwam heeft een korstvormig hoedloos vruchtlichaam. De buisjes zijn tot 4 mm lang (meestal korter aan de rand). De kleur is crèmewit tot bleekgeel en (bijna) niet verkleurend na kneuzing. Per millimeter worden 1-3 poriën gevormd. Ze zijn wisselend van vorm (afgerond, hoekig tot langwerpig doolhofachtig). Verse poriën zijn witachtig tot crèmegeel of crèmegrijs, oude zijn okergeel of groen gekleurd door algen. De rand is fijnvezelig.
De sporeekleur is wit.

### Microscopische kenmerken
De gladde, hyaliene en inamyloïde sporen zijn grotendeels elliptisch en meten 4,5–6 × 2,5–4 µm. Het heeft een dimitisch hyfensysteem en de hyfen hebben gespen.

## Verspreiding

Europees verspreidingsgebied

De schimmel is bijna wereldwijd wijdverspreid. Er zijn vondsten bekend uit Australië, Nieuw-Zeeland, Noord-Amerika (Canada, Mexico, Verenigde Staten), Midden-Amerika (Panama), Zuid-Amerika (Brazilië), Azië (Klein-Azië, Kaukasus, West- en Oost-Siberië, Iran, Noord-India, Japan, Noord-Afrika (Marokko, de Canarische Eilanden, de Azoren en Europa.
De witte tandzwam komt in Europa voor van het westen (Frankrijk, Benelux, Groot-Brittannië) via het midden (Zwitserland, Oostenrijk, Hongarije, Duitsland, Tsjechië, Polen) tot noordelijk Fennoscandinavië. In het zuiden komt hij voor van Portugal en Spanje tot Griekenland en Bulgarije in het zuidoosten. De schimmel komt veel voor in Groot-Brittannië en wordt ook aangetroffen op de Hebriden en Orkney. In Noorwegen kan de soort worden gevonden tot aan de 70e breedtegraad.

## Classificatie
De soort was al in 1794 beschreven, maar werd in 1967 na vele omzwervingen door de Nederlandse botanicus en mycoloog Marinus Anton Donk  bij Schizopora ingedeeld.